# Zámecký vrch (Těšín)
Zámecký vrch v Těšíně (polsky Góra Zamkowa w Cieszynie) je historicky nejstarší část města Těšín, leží ve výšce 298 m n. m. Jde o nevelké místo se strmými úbočími do třech stran. Je součásti Slezského podhůří, nachází se blízko centra města Těšín, na soutoku řek od jihu Olše a od severu Bobrůvky (polsky Bobrówka), u hranice s Českou republikou. Na plošině se nachází několik historických památek: Rotunda sv. Mikuláše a sv. Václava v Těšíně, Piastovská věž, studna, základy staveb a romantický park s mnoha cennými stromy.

## Historie
Vzhledem k poloze, bylo toto místo osídleno již od starověku (asi 5. století př. n. l.). Stálé osídlení je doloženo k 10. století, kdy zde bylo založeno nové hradiště kmenem Holasiců, když opouštěli své původní hradiště Starý Těšín. Hradiště na Zámeckém vrchu sloužilo pravděpodobně jako zázemí (zásobovací hradiště) pro nově stavěná hradiště, ale brzy získalo většího významu. V 10. století se přeměnilo na opevněné hradiště.
V polovině 11. století, nebo kolem roku 1180 zde byl postaven první sakrální objekt a to románská rotunda sv. Mikuláše a sv. Václava. Archeologické nálezy dokazují hypotézu, že se hradiště na Zámeckém vrchu rychle rozvíjelo a v krátkém čase převzalo funkci, kterou mělo původní hradiště Starý Těšín, který byl opuštěn na přelomu 11. a 12. století. Rozrůstalo se také podhradí, celé území je zmíněno v bule papeže Hadriána IV. z roku 1155, jako Tessin. Historici se tak domnívají, že hradiště na Zámeckém vrchu bylo prazákladem dnešního města Těšín.
Pravděpodobně ještě v první polovině 12. století se Těšín rozvinul do velikosti kastelánie, a sídlo pána byl dřevěný hrad na Zámeckém vrchu. Později přestavěna románská rotunda plnila funkci hradní kaple a od roku 1240 farního kostela. Okolo roku 1290, když vzniklo Těšínské knížectví, se tento hrad stal sídlem knížete. Okolo roku 1374 dal těšínský kníže Přemysl I. Nošák v místě dřevěného hradu postavit hrad nový, zděný. Z tohoto období pochází gotická věž, zvaná jako Piastovská věž. Hrad byl stále rozšiřován a postupně zabral celou plochu vrchu (návrší). Požár v roce 1484 a Třicetiletá válka, kdy různá vojska přešla několikrát přes Těšínské knížectví, zanechal na hradu svou stopu. Hrad chátral dalších 200 let, ale stále plnil reprezentační funkci a byl sídlem knížectví.
V roce 1839, na doporučení těšínského knížete Karla Ludvíka, byl hrad rozebrán (s výjimkou základů, jedné věže, části bašty a románské rotundy, která byla přestavěna). Na jeho místě byl postaven klasicistní palác, na vrchu byl pak vytvořen romantický park. Na patě vrchu byl v roce 1846 založen knížecí pivovar a před palácem byla postavena oranžérie. Palác pak sloužil jako sídlo hudební školy. Zámecký vrch se stal místem intenzivních archeologických výzkumů. Mnoho stromů získalo status památný strom.
Na počátku 21. století došlo k obnově habsburského paláce, byly odkryty základy dávného hradu (spolu s věží z 12. století, tzv. Věž poslední obrany), a bylo obnoven Lovecký zámeček Habsburků, který byl otevřen na počátku roku 2005.
U paty vrchu byl obnoven Pomník slezským legionářům. Původní byl postaven v roce 1934 a byl zničen německými vojsky v roce 1939.

## Galerie

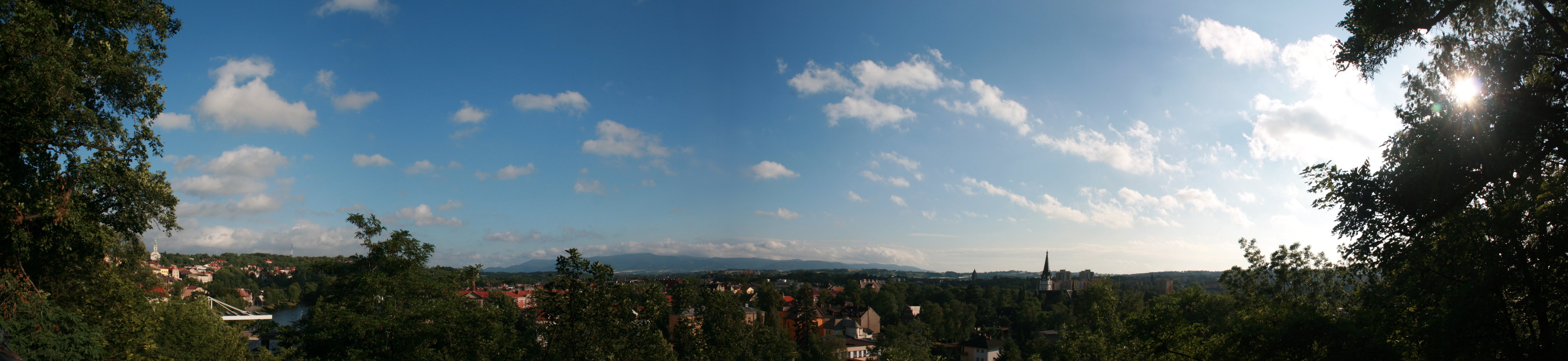
Panoramatický pohled na město Český Těšín
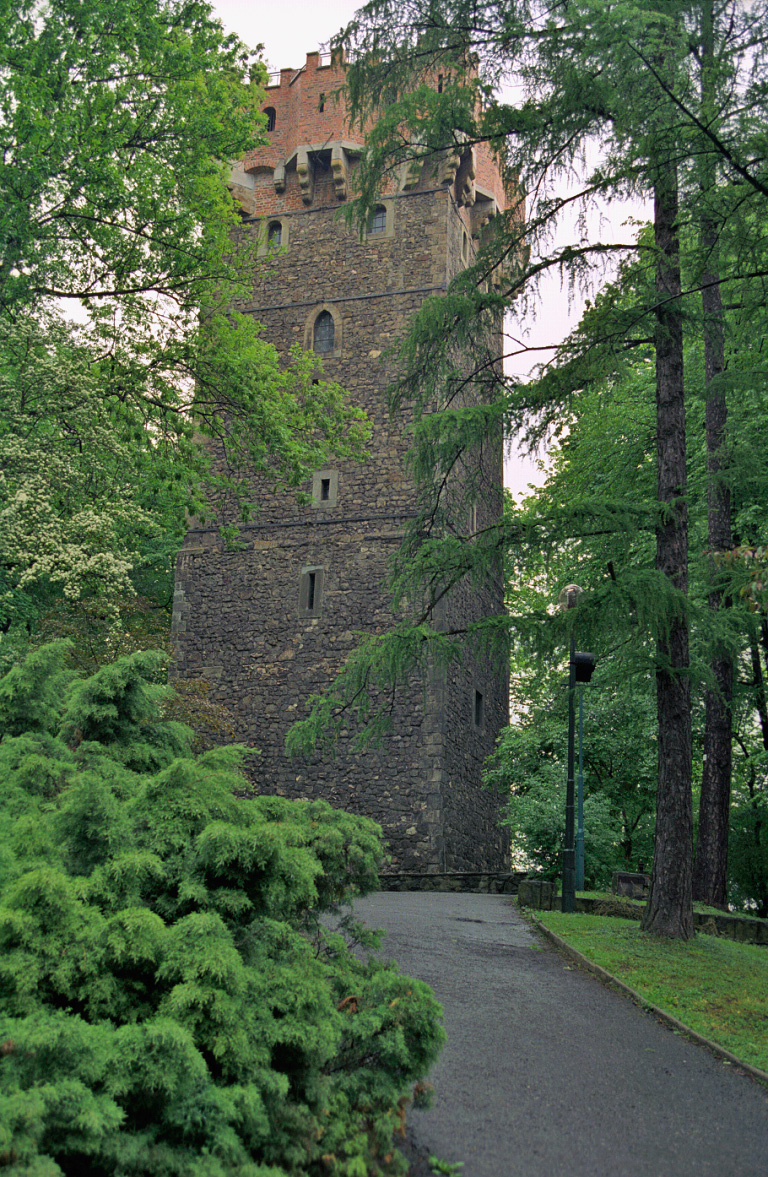
Piastovská věž
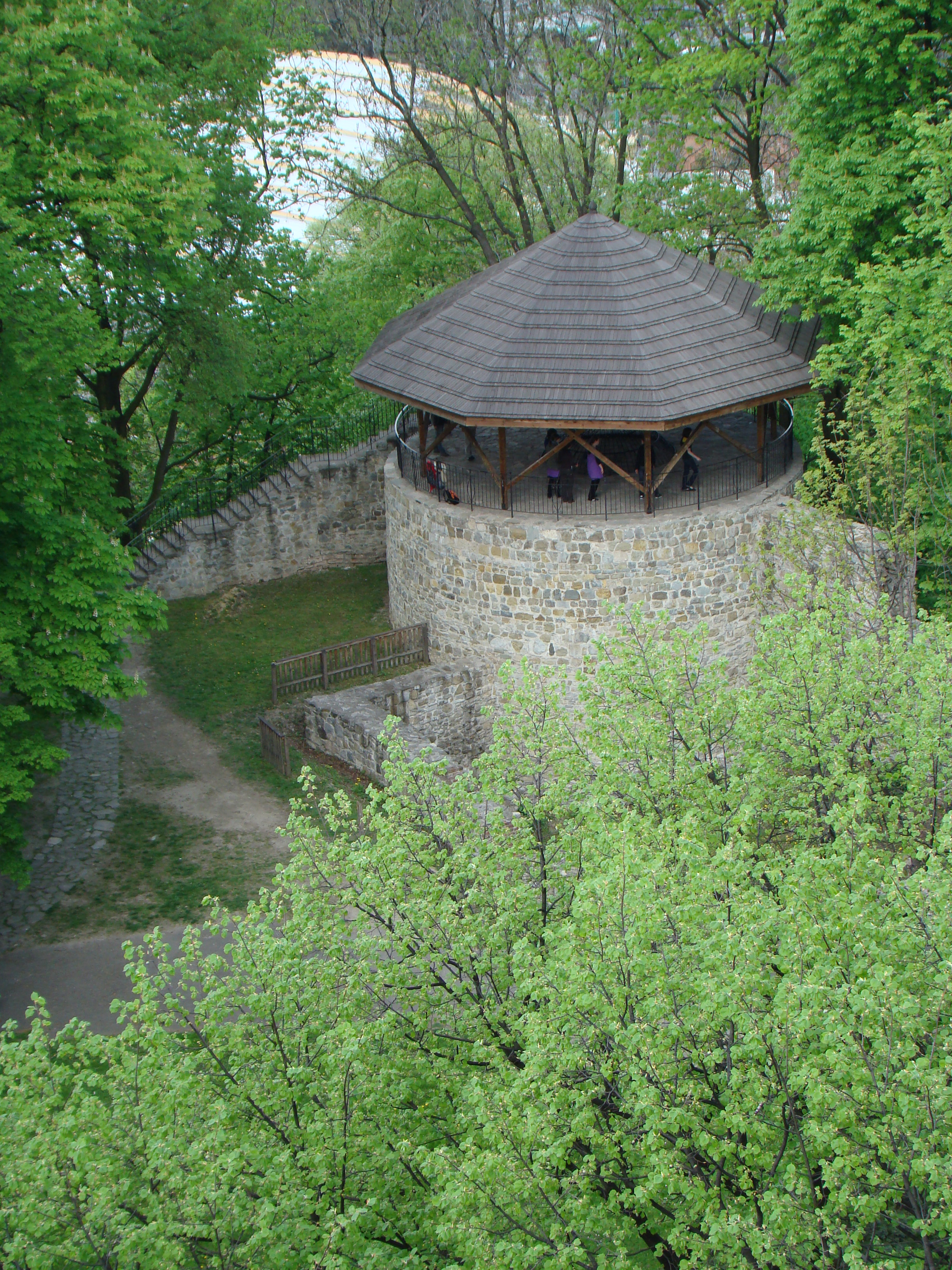
Opevněná bašta
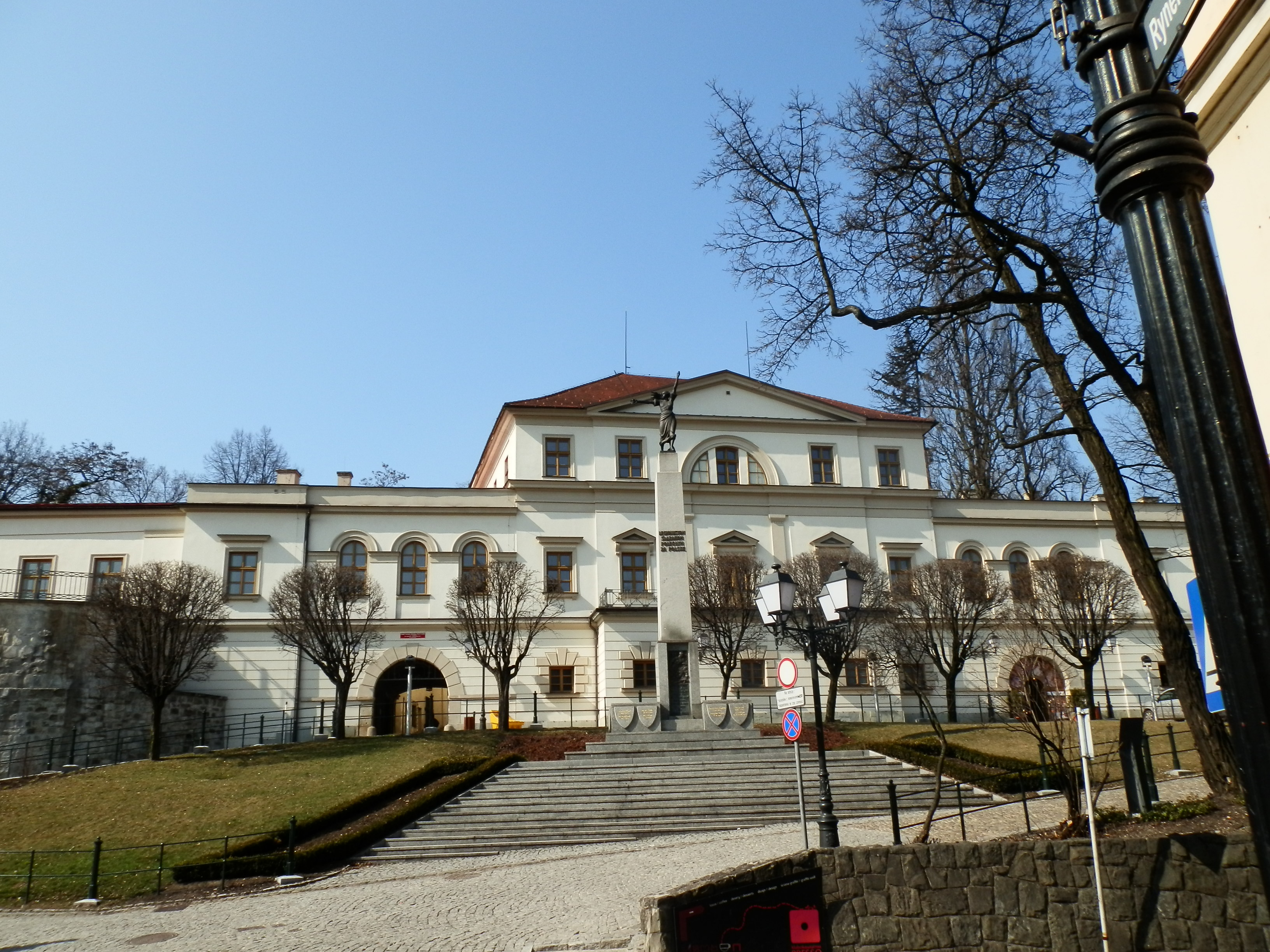
Klasicistní palác s pomníkem slezským legionářům
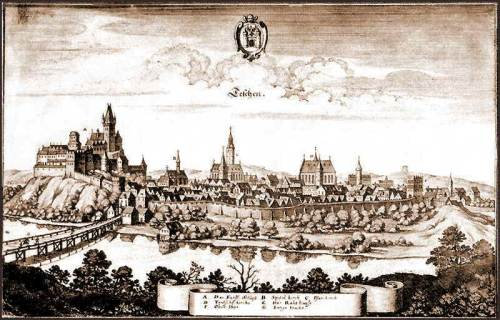
Těšín okolo roku 1640 – mědiryt Matouše Meriana, který zobrazuje panorama Těšína se Zámeckým vrchem, v období vlády posledních těšínských Piastovců (Alžběta Lukrecie). Jde o ideální pohled z místa dnešního Českého Těšína. Zleva je Těšínský hrad na Zámeckém vrchu. Dále pak kostely: sv. Jiří, dominikánský a farní kostel sv. Máří Magdalény a kostel sv. Trojice. Jsou velmi dobře vidět dnes již neexistující městské hradby s městskou bránou (napravo je Vysoká brána se současným předměstím se stejným názvem).